# František Sequens
František Seraf Sequens, souvent appelé Franz Sequens, né le 21 novembre 1836 à Pilsen et mort le 14 juin 1896 à Prague, est un peintre d'église et d'histoire tchèque. 

## Biographie
Franz Sequens naît le 21 novembre 1836 à Pilsen.
Il fréquente l'académie de Prague, puis étudie auprès de Kaulbach à Munich. Il peint des fresques pour la cathédrale Saint-Guy à Prague et réalise des vitraux pour l'église votive de Vienne.
Franz Sequens meurt le 14 juin 1896 à Prague.

Sélection d'œuvres de František Sequens
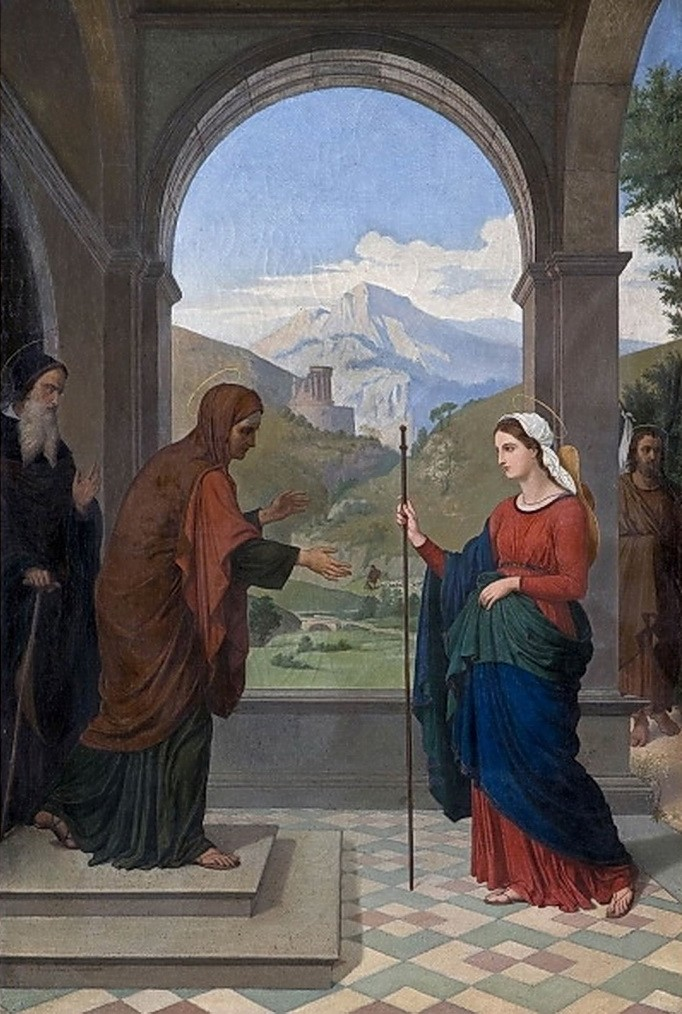
La Visitation (1860)
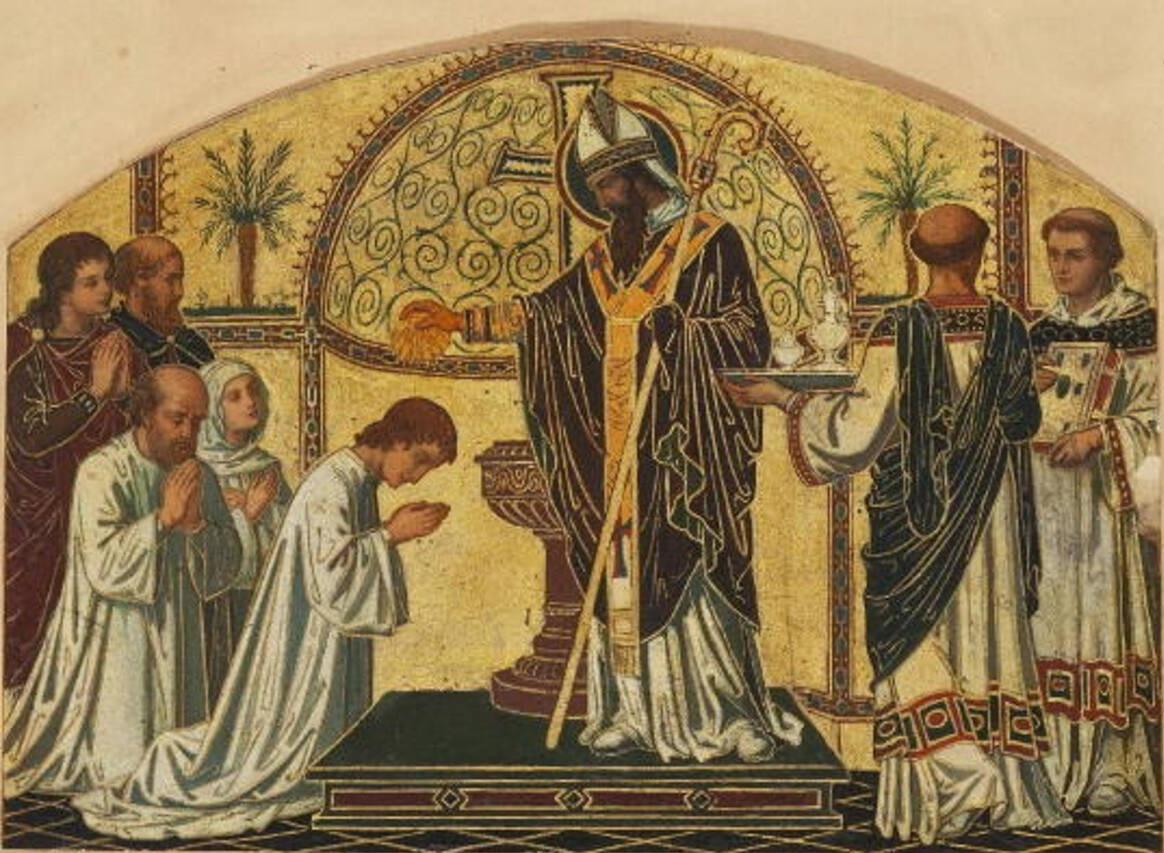
Le Baptême de Bořivoj
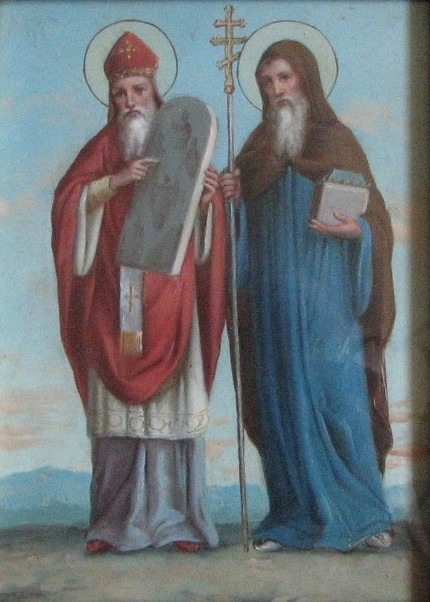
Saint Cyrille et Saint Méthode